# Sindangkasih (Beber)
Sindangkasih is een bestuurslaag in het regentschap Cirebon van de provincie West-Java, Indonesië. Sindangkasih telt 3263 inwoners (volkstelling 2010).